# Kalle Oranen
Seppo Kalevi (Kalle) Oranen (Boekelo, 26 februari 1946 – 17 oktober 2023) was een Nederlands voetballer. Hij kwam tijdens zijn voetballoopbaan uit voor Sportclub Enschede, FC Twente en sc Heracles.

## Levensloop
Oranen is de zoon van een Finse vader en Nederlandse moeder. Zijn vader Lars was masseur/verzorger bij Sportclub Enschede. Kalle Oranen voetbalde in de jeugd van SC Enschede en maakte aan het begin van seizoen 1964/65 voor deze club zijn debuut in de Eredivisie. Vanaf 1965 maakte Oranen deel uit van de selectie van FC Twente, de club waarin SC Enschede was opgegaan. Hij was oorspronkelijk aanvaller, maar werd later vooral opgesteld als linkerverdediger. Pas vanaf het seizoen 1970/71 verwierf hij een vaste basisplaats. In het seizoen 1971/72 vormde hij met Kees van Ierssel, Epi Drost, Willem de Vries en doelverdediger Piet Schrijvers de vaste waarden in de defensie van Twente, die dat seizoen slechts dertien tegendoelpunten te verwerken kreeg. Dit is een nationaal laagterecord.
Met Twente speelde Oranen 28 Europa Cup-wedstrijden, waaronder de finale van de UEFA Cup in 1975. In de competitie scoorde hij drie doelpunten in 207 wedstrijden voor de Enschedeërs. In 1977 won hij met Twente de KNVB beker, al kwam hij in dat toernooi slechts één keer tot spelen.
In de zomer van 1977 vertrok hij naar sc Heracles. Voor de Almelose club speelde hij vijf seizoenen. Ondertussen studeerde hij aan de Academie voor Lichamelijke Opvoeding in Den Haag en was hij als gymleraar werkzaam op de basisschool 't Schöppert in Hengelo. In 1982 beëindigde hij zijn profcarrière. Hierna was hij trainer van de Enschedese studentenvoetbalvereniging v.v. Drienerlo en sportleraar aan de Universiteit Twente. In augustus 2008 ging hij met de VUT. 
Kalle Oranen overleed in 2023 op 77-jarige leeftijd.